# 札幌市立山鼻南小学校
札幌市立山鼻南小学校（さっぽろしりつ やまはなみなみしょうがっこう）は、北海道札幌市中央区にある公立小学校。

## 沿革
- 1993年（平成5年）11月1日 - 札幌市立幌南小学校と札幌市立南小学校のうち中央区内の区域から分離して開校[1]。

## 教育目標
- 進んで学び 創造性豊かな子どもの育成
- 心豊かで 思いやりのある子どもの育成
- 健康で たくましい子どもの育成

## 通学区域[2]
- 中央区
  - 南24条西7丁目～15丁目
  - 南25条西7丁目～14丁目
  - 南26条西7丁目～14丁目
  - 南27条西7丁目～14丁目
  - 南28条西7丁目～13丁目
  - 南29条西8丁目～12丁目
  - 南30条西9丁目～11丁目

## 所在地
北海道札幌市中央区南29条西12丁目1番1号